# SIG P229半自動手槍
SIG P229是一系列由SIG Sauer所設計和生產的緊湊型軍用型半自動手槍，是SIG P226半自動手槍的緊湊型版本，發射9×19毫米、.40 S&W、.357 SIG和.22 LR這四種口徑的手枪子彈。

## 歷史
由於P228只有9毫米口徑，並不能像P220那樣可更換不同口徑的槍管。為了讓採用雙排彈匣的SIG-SAUER系列手槍有多種不同的口徑選擇以滿足市場的需要，美國SIG-Arms公司在1990年開始研製P229手槍，第一個原型在1991年初的美國槍展上公開，在1992年投放市場。外表上，P229與P228非常相似，尺寸相同。事實上，P229就是在P228的底把上設計出來的，所有的內部機構都是P228的，P229與P228的主要區別是在口徑和套筒設計上。
SIG P229外形與P228非常接近，但卻比P228更適合任務和／或隱蔽攜帶用途。標準版本採用了單／雙動操作（SA／DA）扳機，不過它也選擇使用純雙動操作（DAO）扳機。這種手槍也已經推出了一種DAK（英語：Double Action Kellerman）型號，一個具有兩個扳機復位點的DAO系統，比傳統的純雙動操作扳機手槍有更輕的扳機扣力和更流暢的行程。P226的大部份原廠衍生型也在P229上出現，包括Equinox型的選擇、精英型系列以及一個SAS GEN2型號。
在2010年的SHOT Show之中，SIG Sauer推出了P229 E2增強人體工學型（英語：Enhanced Ergonomics）。

## 設計細節

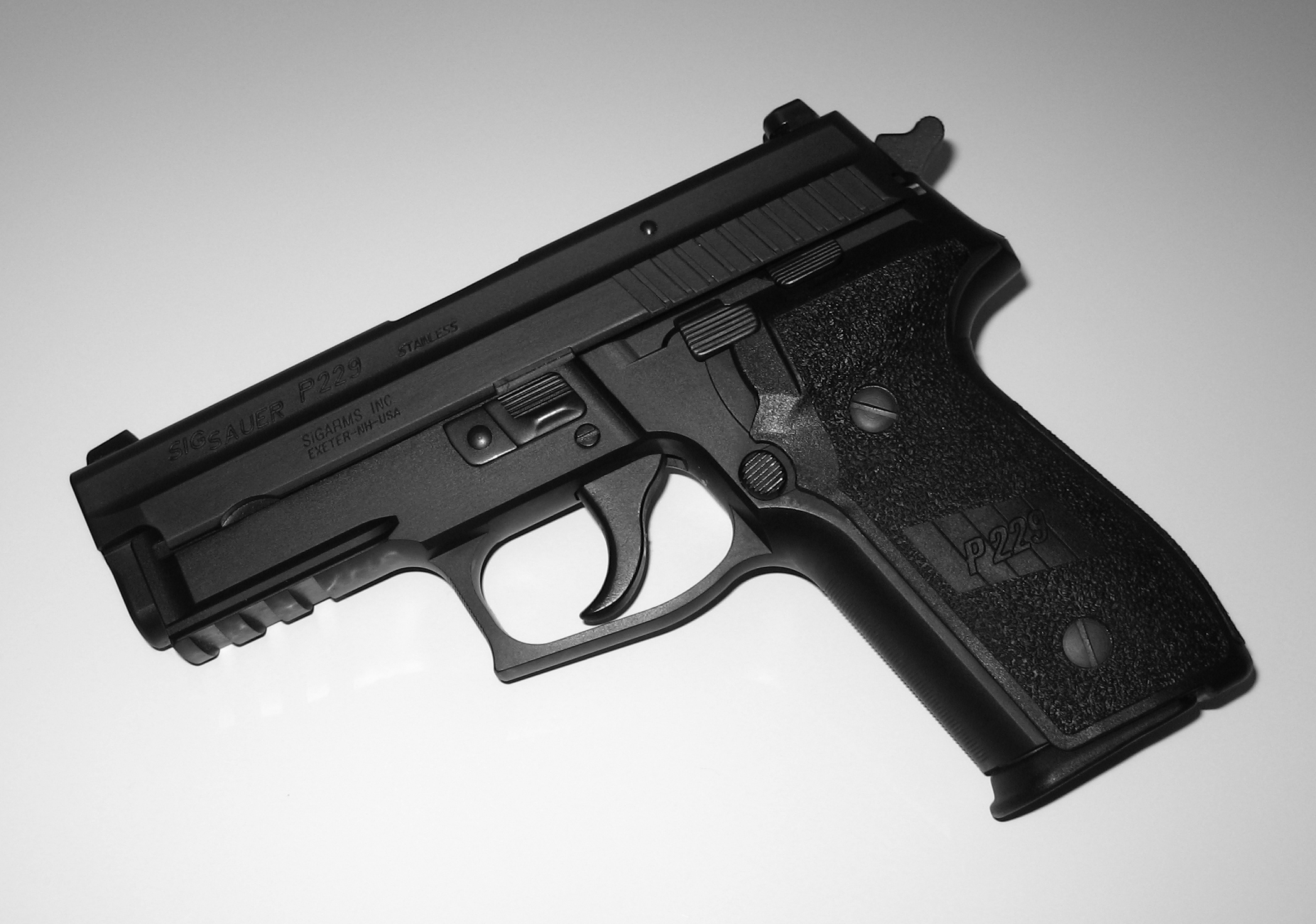
SIG Sauer P229R型，“R”意指戰術配件導軌。

P229與SIG經典手槍系列的其他成員一樣，採用了由約翰·白朗寧首創的後膛閉鎖槍管短行程後座作用模式以使全槍運作。在射擊時，套筒和槍管鎖在一起並且向後移動幾毫米，槍管會向後移直到後方的絞鏈時使後膛向下傾斜。這個時候，子彈已經離開槍管，而壓力亦已經下降到安全水平。在這種情況以下，套筒已完成向後行程，並以拋彈口退出彈殼。然後復進簧（又稱：反沖彈簧）會向前推動套筒，從彈匣上取出最頂部的一發並讓槍管後膛向上回複水平同時向前運動幾毫米，再將套筒和槍管一起閉鎖。
與其他白朗寧型武器（諸如柯爾特M1911A1，白朗寧大威力半自動手槍和CZ 75）以槍管和套筒之間的閉鎖鎖耳和凹槽的相互扣合以實現閉鎖相反的是，P226使用加大的槍管後膛節套在拋殼口內閉鎖使槍管和套筒得以閉鎖在一起。這個由SIG所發明的一個修改過的閉鎖系統與原來由白朗寧研製的閉鎖系統相比並沒有任何功能上的缺點，而且目前已經被眾多的槍械製造商所仿製。
P229在好幾個方面與其全尺寸型P226都有不同之處，而且最初計畫就是推出以補充存貨然後通過新增.357 SIG和.40 S&W兩種可以選擇使用的新口徑以取代P228。P229是第一把推出同時可以裝填.357 SIG口徑手槍子彈的手槍。P226和P228都採用了鋁合金製底把和衝壓成形碳鋼製套筒製造。而P229則是採用了數控加工不銹鋼棒銑削不鏽鋼機加成形套筒，一般塗為全黑色並且使用Nitron塗層表面處理。P229就是在推出時使用銑削不鏽鋼製套筒使它可以承受由.357 SIG和.40 S&W兩種口徑手槍子彈所造成的更高套筒後座速度和後座力，而P228就是因為沒有使用更堅硬的復進簧和採用的衝壓成形碳鋼製套筒強度不足而無法承受更高套筒速度和後座力。雖然這樣會使手動拉後套筒變得困難得多，不過採用銑削不鏽鋼製套筒（加上在美国西格&紹爾工廠的新銑削和不銹鋼生產能力）與堅硬的標準重量復進簧使這輕微缺點更有意義。
標準型SIG P229在槍身的左側和彈匣釋放按鈕的上方具有待擊解脫桿（英語：Decocking lever），其首次出現在第二次世界大战時期的绍尔38H上，它可以降低外置式擊錘以鎖上全槍。在膛室裝彈或是發射子彈時，套筒會使擊錘自動地向後方拉下。由於使用了待擊解脫桿，擊錘可以在不使用撞針保險以下向後方拉下，這使得武器在已經使用待擊解脫桿以下不大可能出現走火。此外，使用了待擊解脫桿並使武器很像裝上了“防跌落保險”（英語：Drop Safety）。這就意味著，除非扣動扳機，否則撞針將不能撞上上膛的子彈底火。扣動扳機並慢慢地降低擊錘不會使武器具有“防跌落保險”，這是因為有相當的力道施加到擊錘的話就會導致可以在一個偶然的排放。只要手槍可以按正確方式待擊解脫，可以安全地收藏於槍套內，亦可以在雙動操作模式以下只需扣動扳機就可以發射。SIG P229並沒有手動保險裝置。雙動操作扳機扣力大約是44牛頓（10磅力）。在隨後的射擊模式就會改為單動操作扳機，這時扳機扣力會減輕至約20牛頓（4.5磅力）。與其他單／雙動操作扳機（SA／DA）手槍，例如HK USP和貝瑞塔92F等一樣，都需要一些時間進行訓練以盡量減少首發時的雙動操作模式射擊和以後的單動操作模式射擊之間的不同扳機扣力造成的差異感。事實上，其擊錘也可以在任何時間以下由使用者以手動方式拉下，然後就會在單動操作模式以下射擊。
P229的一條標準重量復進簧彈簧力為71牛頓（16磅力）。而衝壓成形碳鋼所製造的套筒並且使用.357 SIG和.40 S&W兩種口徑的時候的復進簧彈簧力會因為需要承受更大膛壓而增加至89牛頓（20磅力）甚至更大。根據運動武器及彈藥製造商協會（英語：Sporting Arms and Ammunition Manufacturers' Institute，簡稱：SAAMI）的標準，9×19毫米、9×19毫米高壓彈、.40 S&W和.357 SIG分別是：35,000磅力每平方英寸（240百帕斯卡）、38,500磅力每平方英寸（265百帕斯卡）、35,000磅力每平方英寸（240百帕斯卡）和40,000磅力每平方英寸（280百帕斯卡）。P226的套筒因而進行了重新設計為與P229相同的方式數控加工不銹鋼棒銑削不鏽鋼機加成形套筒，並由於P228的銷售量下降和即將推出的P229並有9×19毫米口徑而在2005年初停止了P228對民間的銷售。P226和P229都可選擇整合戰術配件導軌和可選擇使用鍛製的不鏽鋼底把。
P229可以裝填、發射.22 LR、9×19毫米、.40 S&W和.357 SIG四種口徑。而.40 S&W與.357 SIG口徑之間的轉換是十分簡單，只要更換槍管即可。通過Bar-STO精密機械公司生產的口徑轉換槍管，也能夠讓P229或P226在.40 S&W／.357 SIG與9×19毫米口徑之間進行轉換。其.40 S&W的型號附送的彈匣亦刻有.357 SIG的銘文，意味著亦可對應.357 SIG子彈，反之亦然。9×19毫米口徑型（包括連戰術配件導軌與否）可以轉換為.22 LR口徑，但其過去所設計的機匣都沒有被設計成足以提供足夠容納可發射.357 SIG和.40 S&W的兩種較大口徑的子彈的零件的所需空間。
由於在2011年西格&紹爾已經慢慢地開始在所有P229型號的範圍都採用了E2樣式的握把系統——這種類似的改進舉動也在較大的全尺寸型的P226上進行——他們也開始直接使用.357 SIG／.40 S&W口徑規格的底把尺寸作為他們的原廠9×19毫米口徑P229底把，可能是為了優化保留在庫存內可以更換或變化的零部件的需要。雖然生產商已經宣布，舊式型號的彈匣仍然可以在新的機匣型號上繼續使用，西格-紹爾卻已經修改了新型的P229的9×19毫米口徑原廠彈匣的設計，另一方面亦重新調整握把內的彈匣插槽的大小，以對應重新設定以後的機匣／底把。其結果是，較新型的彈匣由於其直徑較大，因而不能反向兼容。
美国海岸警卫队在2004年，第一批14,000把手槍從生產設施出廠開始轉換到P229。根據生產商的網站，美國政府在測試期間發射了超過30,000發子彈。
thumb|305px|SIG Sauer P229R DAK型，與一般P229相比具有戰術配件導軌、移除其外露式擊錘和取消了待擊解脫桿。

## 生產
SIG槍械同時在德国埃肯弗特的JP西格&紹爾父子公司和美国新罕布什尔州埃克塞特城的瑞士軍工公司（前稱SIGARMS公司）兩地生產。

## 衍生型

### P229導軌型
P229導軌型（英語：P229 Rail，簡稱：P229R）基本上與P229是相同的，只是它在套筒下、底把的扳機護環前方的防塵蓋整合了一條戰術燈安裝導軌，以安裝各種戰術燈、雷射瞄準器和其他戰術配件。P229R的導軌輪廓比MIL-STD-1913戰術導軌（又稱：皮卡汀尼導軌）更為圓潤，雖然仍然可以適配並且裝上大多數使用皮卡汀尼導軌的戰術配件，但並不是全部的都可以。在P229 E2型以前曾經成為了標準型P229。

### P229戰術緋紅軌跡型
P229R的衍生型，具有內置緋紅軌跡雷射瞄準的握把側板。

### P229 SCT型
西格-紹爾P229 SCT型（意為：超大容量戰術型）是一把全黑色Nitron表面處理的P229衍生型，它具有套筒前面的多條鋸齒狀突起的防滑紋、戰術配件導軌、SIGLITE夜間照門、TRUGLO氚光光纖準星和四個新設計的9毫米口徑的17發大容量彈匣或四個.40 S&W口徑的14發大容量彈匣。P229 SCT型目前已經停止生產。

### P229春分型
西格-紹爾P229春分型發射.40 S&W手枪子彈並且具有使用雙色調設計。其設計通過刷子將套筒表面拋光處理和槍口內部的控件鍍镍實現。P229春分型具有SIGLITE夜間照門、TRUGLO氚光光纖準星、SIG戰術配件導軌和灰色層壓木製握把片。

### P229極限型
西格-紹爾P229極限型採用獨特的黑色和灰色型霍格（英語：Hogue）食人魚握把和SIGLITE夜間照門，單／雙動操作扳機版本時具有快速復位扳機（英語：Short Reset Trigger，簡稱：SRT）系統。

### P229精英型
SIG Sauer P229精英型具有進一步提升人體工學的延長河狸尾狀握把、套筒前面的多條鋸齒狀突起的防滑紋、握把前端具有的帶型格子花紋、特製木製握把片、可調節式戰鬥用途夜間機械瞄具和快速復位扳機（英語：Short Reset Trigger，簡稱：SRT）。SIG的工程師所設計的快速復位扳機在保證與SIG單／雙動操作（SA／DA）扳機相同程度的保險和動作以下使扳機復位速度縮短60℅，這樣可使高速連續射擊的時候扳機復位速度得以加快。黑色槍身精英型更使用霍格（英語：Hogue）式鋁合金握把以取代木材。白金槍身精英型也裝有鋁合金握把。P229精英型有9×19毫米、.357 SIG和.40 S&W三種手枪子彈口徑。目前P229精英型只有不鏽鋼槍身仍在生產。

### P229R HSP型
SIG Sauer P229國土安全手槍（英語：Homeland Security Pistols，簡稱：HSP）在2005年9月11日發售，與SIG為美國國土安全部所生產的型號是相同的。這些限量生產1,000把的P229R HSP手槍上面刻有美国国旗和“國土安全X”（1,000以內）。此外，就像那些被運到國土安全部使用的型號般，每把手槍都是.40 S&W口徑並且刻有序號條碼。HSP型還設有新型DAK扳機，裝上SIGLITE夜間機械瞄具並且具有Nitron塗層表面處理的不鏽鋼套筒和整合了戰術配件導軌的輕量化合金底把。
與這型號一同推出的P226R HSP型亦具有與上述相同的特色。

### P229蝎子型
就像SIG P220手槍推出了其蝎子型，西格-紹爾P229有兩種蝎子型型號，分別是P229蝎子型和P229蝎子型TB（螺紋槍管），和使用單／雙動操作（SA／DA）扳機。與其他型號的顯著差異，就是它使用了完全的泥黃色的槍身和套筒。P229蝎子型具有夜間機械瞄具、Nitron表面處理的套筒和槍管、前幻燈片鋸齒、套筒前面的多條鋸齒狀突起的防滑紋、一條用以安裝各種戰術燈、雷射瞄準器和其他戰術配件的軍用標準型整合式MIL-STD-1913戰術導軌（又稱：皮卡汀尼導軌）、經過磷酸鹽塗層處理的內部零件以及霍格（英語：Hogue）極限型G-10握把。TB型號具有一根延長至109.22毫米（4.3英吋）的槍管和把槍管前端延長的15毫米（0.59英吋）作為外露螺紋的槍口用以安裝消聲器。

### P229 E2型
西格-紹爾P229 E2型在2010年的SHOT Show（美國著名槍展）上首次亮相，在當時對於P229系列而言是一個重大的更新。“E2”（英文發音：E-squared，意為：E-平方），另一方面又稱為“增強人體工學型”。由此可見，新型E2系列手槍主要是對原先的手槍進行了更加人性化的改進設計。
P229 E2是西格-紹爾重新設計底把，試圖把大型底把的P226手槍變成連中小型手掌的人都更能符合人體工學的手槍。
P229 E2的內部結構與其原型槍相同，採用改進的白朗寧槍管擺動式閉鎖方式和槍管短行程後座作用自動方式，擊發機構為傳統的單／雙動操作扳機（SA／DA）。只是在外觀尺寸上，P229 E2更為緊湊。

#### 套筒
起初西格手槍的套筒採用整塊鋼材衝壓製造，隨後改為整塊不鏽鋼機加工製造，套筒變得非常堅固。同樣，P229 E2手槍的套筒也採用整塊不銹鋼機加工製造而成，並且套筒表面採用硝酸鹽處理，使套筒擁有耐腐蝕性。套筒頂部是SIG LITE三點式機械瞄具，其上有氚光管，便於暗夜使用。套筒尾部均帶有傳統的防滑紋。P229 E2手槍套筒右側帶有一個非常醒目的標誌，就是“E2”。

#### 抽殼鈎
西格P系列手槍最初的抽殼鈎是內置式的，在套筒內部。後期改為外露式，在套筒外部，並利用外置抽殼鈎兼做彈膛有彈指示器。而這次推出的E2手槍的外露式抽殼鈎格外大，而且非常長，有效地保證了抽殼的強度和可靠性。這樣的設計是第一次出現在西格P系列手槍上。

#### 套筒座
雖然現在是聚合物套筒座盛行的時代，但P229 E2手槍的套筒座並沒有採用聚合物，而是採用7075-T6航空級鋁合金製造，這種鋁合金主要用於製造飛機構件及其他要求強度高、抗腐蝕性能強的高應力結構件。這種材料使P229 E2手槍非常堅固，並且十分耐用，壽命非常長。P229 E2手槍的套筒座是在美國的新罕布什爾州埃克塞特市的西格-紹爾美國分公司生產的。所以與P226 E2手槍套筒上的銘文有所不同。E2系列手槍套筒座前端下方均帶有MIL-STD-1913戰術導軌，可以配備戰術燈、雷射瞄準器和其他戰術配件。

#### 握把護板
P229 E2手槍的最大改變之處就是握把護板。新型的E2握把護板有著比老式握把護板更佳的人機工效。新型握把護板是一個整體，而不是老式的兩片式。握把護板靠自身的夾緊力卡在握把上，非常牢固，這樣握把上就沒有“礙事”的螺釘出現。並且，握把護板表面增大了防滑紋的面積，握把護板上80％的面積都是防滑紋。除此之外，新型握把護板與原型相比變得更瘦更薄，使手形比較小的女性和亞裔射手都能有效地握持住，從而適應更多不同的人群使用。新型握把底部還留有可供系槍繩的位置，讓射手能夠更好地保護自己的槍，防止意外丟失。

#### 扳機
西格-紹爾公司在扳機上也進行了改進——採用新型的快速復位扳機（英語：Short Reset Trigger，簡稱：SRT）系統，使E2系列扳機回復原位的速度加快了60％，進而使得擊發速度更快。雙動扳機力為53牛頓（11.91磅力），單動扳機力為26牛頓（5.85磅力）。扳機本身的厚度也進行了修改，縮小了扳機的輪廓，比原先的扳機厚度減少了5毫米，讓扳機表面向後後退超過13毫米（0.51英吋），這是為了使手形比較小的射手能夠有效地扣動扳機，從而儘可能讓使用者和手槍有更好的操作方法。這樣的設計與新型握把護板的設計相互呼應，有助於射手在進行速射時能夠更有效地打出雙連擊（Double Tap）。這一特點非常符合特種部隊和特工的射擊要求。
P229 E2型在P229系列型號上雖然已經停止生產，但是E2樣式握把系統已經得到採納並且成為了標準型P229的正式使用握把，其結構亦已經轉用到其他P229衍生型上。

### P229經典型22
這個.22 LR型號的主要目的是作為練習或是靶場手槍。經典型22具有Nitron塗層的鋁合金套筒（不像中央式底火口徑型號使用的是不鏽鋼套筒）和槍管為發射.22 LR凸緣式底火子彈。經典型22的套筒組件完全是使用更輕的復進簧和塑料導桿。它還採用了與其他中央式底火P229型號相同的底把和操作方式。經典型22號可以作為一把獨立的槍械或將現有的中央式底火P229或P229型通過轉換套件轉換而成。同樣，SIG Sauer亦生產了轉換套件（SIG Sauer X改變套件）將其由發射.22 LR子彈轉換成發射9×19毫米、.357 SIG和.40 S&W三種手枪子彈。其口徑轉換程序可以只把槍械不完全分解、更換套筒組件和彈匣，而且可以在幾分鐘以內完成。
經典型22使用10發聚合物彈匣，取代中央式底火口徑型號和轉換套件使用的相對地較重的鋼製彈匣。
P229經典型22不能夠與SIG Sauer Mosquito .22 LR口徑手槍混淆。經典型22是一把全尺寸型P226的.22 LR口徑版本，而Mosquito是以P226為藍本，但其尺寸90％的等比例縮小版本。與P226經典型22不同的是，P229經典型22是由SIG Sauer生產，而Mosquito則是通過得到德國運動槍有限公司的合法生產證以下生產。

### P229軍團型
2015年，西格-紹爾宣布推出軍團型系列槍械，其中包括P229軍團型（可用口徑為9毫米、.357 SIG和.40 S&W）。P229軍團型在原西德P229型號的基礎以上作出多項改進而成。相比於原型槍，P229軍團型手槍的結構及外形並無變化，只是局部小改進。比如升級型瞄準具、自定義型握把、降低型海狸尾、將空槍挂機解脫桿及擊鎚待擊解脫桿輪廓縮小、實心鋼製導桿、自定義型扳機、扳機扣力可調節，和套筒與套筒座表面進行灰色PVD表面處理。同時推出的附件包括戰術燈和戰術刀，戰術刀有折疊式、不可折疊式兩種款式可供選擇。戰術燈可安裝在手槍套筒座前端下方的MIL-STD-1913戰術導軌以上，而戰術刀則單獨使用。另外在手槍的握把護板及戰術刀的刀身上均設有“軍團”標記。

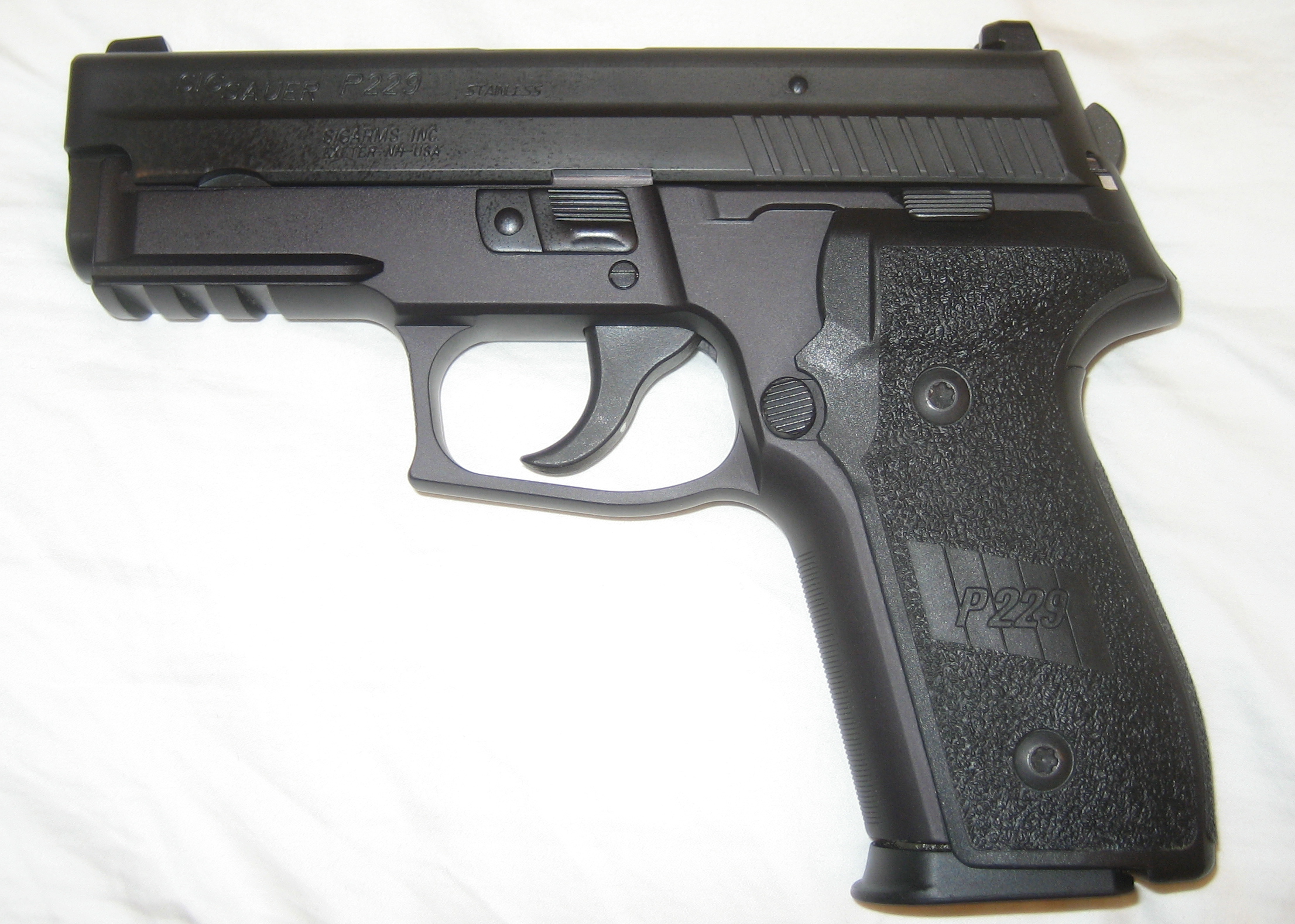
SIG Sauer P229R DAK型。

### DAK型扳機版本
西格-紹爾亦推出了修改過的純雙動操作（DAO）版本的手槍，並且命名為DAK（英語：Double Action Kellerman，意為：凱勒曼的雙動操作，Kellerman為該扳機系統的設計者）。P220、P226、P229和P239型號皆有DAK型版本。當手槍首發射擊的時候，其扳機扣力是29牛顿（6.5磅力），比標準純雙動操作扳機為44牛頓（10磅力）較輕。當開槍以後而扳機正向前釋放的時候，扳機有一個設置於中間的復位點，大約是在扳機靜止位置一半。扳機在這中間的復位點的扳機扣力是38牛頓（8.5磅力）。如果完全釋放扳機到最前端的位置，這會讓扳機復位到主要扳機復位置，然後扳機扣力回復到29牛頓（6.5磅力）。要將扳機拉到中間復位的話，扳機必須要在套筒通過手動拉動方式或是已經發射的子彈的後座力以下復進的時候一直拉動到後方。這手槍型號可以通過扣動扳機到超過扳機復位位置，然後停止，然後釋放到最前端的位置以完成待擊。這個有可能是一個無意的設計上的缺陷。

## 使用國
| 國家                   | 組織名稱                         | 使用型號                |
| ---------------------- | -------------------------------- | ----------------------- |
|                        | 澳大利亞陸軍特種空勤團           | P229                    |
|                        | 孟加拉海軍特種作戰潛水及打撈部隊 | P229                    |
| 孟加拉陸軍特別安全部隊 | P229                             |                         |
| 加拿大                 | 安大略省警察                     | P229                    |
| 加拿大                 | 加拿大武裝部隊第2聯合特遣部隊    | P229（.40 S&W）         |
| 埃及                   | 埃及陸軍第777部隊                | P229                    |
| 德国                   | 德國邦警察特別行動突擊隊         | P229                    |
| 德国                   | 德國聯邦刑事警察局               | P229                    |
| 希腊                   | 希臘警察特別反恐單位             | P229                    |
| 愛爾蘭                 | 愛爾蘭陸軍遊騎兵聯隊             | P229                    |
| 巴基斯坦               | 巴基斯坦陸軍特勤組               | P229                    |
| 瑞典                   | 瑞典警察                         | P229                    |
| 瑞士                   | 地方警察部門                     | P229                    |
| 土耳其                 | 特種部隊司令部                   | P229                    |
| 土耳其                 | 水下攻堅組司令部                 | P229                    |
| 英国                   | 英國武裝部隊：P229命名為L117A2   | P229                    |
| 英国                   | 英國國防部                       | P229                    |
| 美国                   | 美国海岸警卫队                   | P229R DAK（.40 S&W）    |
| 美国                   | 美國國土安全部                   | P229 DAK（.40 S&W）     |
| 美国                   | 美國移民及海關執法局             | P229R DAK（.357 SIG）   |
| 美国                   | 美國外交安全局                   | P229、P229R（9×19毫米） |
| 美国                   | 海軍犯罪調查局                   | P229（.40 S&W）         |
| 美国                   | 美国特勤局                       | P229（.357 SIG）        |
| 美国                   | 美國郵政檢查局                   | P229 DAK（.40 S&W）     |
| 美国                   | 聯邦航空警察局                   | P229 DAK（.357 SIG）    |
| 美国                   | 美國住房及城市發展部             | P229（.357 SIG）        |
| 美国                   | 美國土地管理局                   | P229（.40 S&W）         |
| 美国                   | 美國國家環境保護局               | P229R（.357 SIG）       |
| 美国                   | 美國魚類及野生動物管理局         | P229（.357 SIG）        |
| 美国                   | 美國菸酒槍炮及爆裂物管理局       | P229（.40 S&W）         |
| 美国                   | 美國緝毒局                       | P229（.40 S&W）         |
| 美国                   | 美國法警局                       | P229（.40 S&W）         |
| 美国                   | 美國財政部                       | P229（.357 SIG）        |
| 美国                   | 田纳西州孟菲斯市警察局           | P229 DAK                |
| 美国                   | 田纳西州謝爾比縣警長辦公室       | P229 DAK（.40 S&W）     |
| 美国                   | 康乃狄克州警察                   | P229（.40 S&W）         |
| 美国                   | 德州休斯敦警察局                 | P229（.40 S&W）         |
| 美国                   | 加州警察局                       | P229                    |
| 美国                   | 舊金山警察局                     | P229R（.40 S&W）        |
| 美国                   | 費爾法克斯縣警察局               | P229R（.40 S&W）        |

## 登場作品

### 電子遊戲
- 2015年—：型號為P229精英型，命名為「P229」，由日本特殊急袭部队幹員及墨西哥特種作戰部隊（英语：Fuerzas Especiales）幹員所使用。
- 2021年—《嚴陣以待》：型號為P229 Legion，命名為“M11 Compact”。
- 2021年—《蔚藍檔案》：奧空綾音的固有武器「Common Sense」原型。

## 資料來源
1. 1 2 3 4  . World.guns.ru. 2011-01-24  [2011-10-23]. （原始内容存档于2010-09-14）.
2. ↑  .   [2012-07-16]. （原始内容存档于2012-07-06）.
3. ↑  .   [2012-07-16]. （原始内容存档于2012-06-21）.
4. 1 2 3  .   [2012-07-16]. （原始内容存档于2012-06-21）.
5. 1 2 3 4  .   [2012-07-16]. （原始内容存档于2012-06-21）.
6. 1 2 3 4  .   [2012-07-16]. （原始内容存档于2012-06-20）.
7. 1 2  .   [2012-07-16]. （原始内容存档于2012-06-20）.
8. 1 2 3 4  .   [2012-07-16]. （原始内容存档于2012-06-20）.
9. 1 2 3  .   [2012-07-16]. （原始内容存档于2012-06-20）.
10. ↑  .   [2012-07-16]. （原始内容存档于2012-06-20）.
11. 1 2 3  .   [2012-07-16]. （原始内容存档于2012-06-20）.
12. 1 2 3 4  .   [2012-07-16]. （原始内容存档于2012-06-21）.
13. ↑  .   [2012-07-16]. （原始内容存档于2012-06-21）.
14. 1 2 3  .   [2012-07-16]. （原始内容存档于2012-06-20）.
15. 1 2  . Sig Sauer.   [2011-02-28]. （原始内容存档于2010-04-10）.
16. 1 2  . Products and Services. Sig Sauer.   [2010-12-17]. （原始内容存档于2007-10-12）.
17. 1 2 3  Valpolini, Paolo.  (PDF). Armada International. June 2009  [2010-02-13]. （原始内容 (PDF)存档于2010-02-14）.
18. 1 2  .   [2012-07-16]. （原始内容存档于2012-05-08）.
19. ↑  . Cybershooters.org.   [2011-10-23]. （原始内容存档于2004-03-11）.
20. ↑  Wiley Clapp. . Shooting Illustrated. 2011-03-09  [2012-05-14]. （原始内容存档于2013-11-02）.
21. ↑  . Barsto.com.   [2011-10-23]. （原始内容存档于2011-10-25）.
22. ↑  [http://www.sigsauer.com/CatalogProductList/pistols-p229.aspx （页面存档备份，存于） P229
23. ↑  Double Tap意為“雙發速射”，是指射手在很短的時間內使用手槍向一個目標點打出兩發槍彈，而且兩個彈孔靠得很近。這樣可確保對目標的停止作用。特種空勤团就採用這種射擊訓練方法
24. ↑  . gunsholstersandgear.com.   [2012-07-16]. （原始内容存档于2010-09-16）.
25. ↑  . Products and Services. Sig Sauer.   [2010-12-17]. （原始内容存档于2010-03-09）.
26. ↑  . Products and Services. Sig Sauer.   [2010-12-17]. （原始内容存档于2010-01-13）.
27. ↑  . SIG Sauer.   [2016-04-09]. （原始内容存档于2016-04-02）.
28. ↑  . Real Gun Reviews.   [2016-03-27]. （原始内容存档于2016-03-23）.
29. 1 2  .   [2011-01-09].[]
30. ↑  Sergeant D. Knox.  (PDF). Canadian Police Research Centre (法語：Centre Canadien de Recherches Policières): 2. September 1998  [2010-08-19]. （原始内容存档 (PDF)于2012-11-06）.
31. ↑  .   [2015-09-19]. （原始内容存档于2017-10-22）.
32. ↑  . Dienstwaffen.di.funpic.de.   [2011-08-06]. （原始内容存档于2013-11-03）.
33. ↑   (PDF). Official Website of the Hellenic Police. July 2004  [2009-10-13]. （原始内容 (PDF)存档于2010-07-21）.
34. ↑  Milosevic、Milan. . Kalibar. 2005  [2009-04-04]. （原始内容存档于2013-11-02） （塞尔维亚语）.
35. ↑   (PDF).   [2011-08-06]. （原始内容 (PDF)存档于2011-09-28）.
36. ↑  .   [2018-08-14]. （原始内容存档于2018-08-14）.
37. 1 2  . Products and Services. Sig Sauer.   [2010-12-17]. （原始内容存档于2010-01-13）.
38. ↑  . Sigsauer.com.   [2011-08-06]. （原始内容存档于2011-08-07）.
39. ↑  . Sigsauer.com.   [2011-08-06]. （原始内容存档于2011-07-26）.
40. ↑   (PDF). RAND Research Corporation. 2009  [2010-04-05]. （原始内容存档 (PDF)于2010-02-15）.
41. ↑  .   [2011-02-23]. （原始内容存档于2010-12-06）.
42. ↑  Frank, Thomas; Hall, Mimi; Levin, Alan. . USA Today. 2005-12-08  [2010-05-23]. （原始内容存档于2010-07-15）.
43. ↑  .   [2012-07-16]. （原始内容存档于2010-05-03）.
44. ↑  .   [2012-07-16]. （原始内容存档于2011-09-05）.
45. ↑  Division of Criminal Justice. . Ct.gov.   [2011-08-06]. （原始内容存档于2010-11-20）.
46. ↑  . Hpdblog.com. 2010-10-13  [2011-08-06]. （原始内容存档于2011-07-12）.
47. ↑   (PDF).   [2011-10-23]. （原始内容 (PDF)存档于2011-09-26）.

## 外部連結
- （英文）—GAO report, Pistol Procurement, Allegations on Army Selection of Beretta 9mm. as DOD Standard Sidearm, June 1986.（页面存档备份，存于）
- （英文）—Official page
- （英文）—P229 operator's manual
- （英文）—The Arms Site review and history of the P226（页面存档备份，存于）
- （英文）—Modern firearms—SIG-Sauer P228 and P229 pistols（页面存档备份，存于）
- （英文）—Weapon.ge—SIG-Sauer P229（页面存档备份，存于）
- （英文）—The Firearm Blog.com—
  - Sig P226 & P229 Enhanced Elite（页面存档备份，存于）
  - NCIS upgrading to SIG SAUER .40 S&W P229 and P239 pistols（页面存档备份，存于）
  - Sig Sauer .22LR Rimfire Conversion Kit（页面存档备份，存于）
  - SIG P226 and P229 E2 pistols（页面存档备份，存于）
  - Review: SIG Sauer Introduces The Legion Series & The New Legion P-229（页面存档备份，存于）
  - SIG SAUER P229 Blue Piranha（页面存档备份，存于）
  - Just Announced: SIG P-229 Limited Edition Carry Models（页面存档备份，存于）
  - Army Green SIGs（页面存档备份，存于）
- （英文）—The Truth About Guns.com—
  - My First Love: SIG SAUER P229（页面存档备份，存于）
  - The Real Secret Service Scandal: Agency Switching to P229 DAK SIGs（页面存档备份，存于）
  - CT Troopers Trade SIG SAUER P229 (.40) for P220 (.45)（页面存档备份，存于）
  - Gun Review: SIG SAUER P229 Legion Series 9mm（页面存档备份，存于）
  - TTAG Reader: What I Carry and Why – Lucas’s SIG P229 SAS（页面存档备份，存于）
  - SIG SAUER Announces New Shorter Carry Edition P229（页面存档备份，存于）
  - SIG SAUER P229 Legion: First Prize for New TTAG Gun Review Content Contest（页面存档备份，存于）
- （英文）—The Truth About Guns.com—Shootout: Four Premium 9mm Pistols and the Wilson 5×5 Skill Test（页面存档备份，存于）
- （英文）—Guns & Ammo.com—
  - SIG Sauer's Smart Gun Records Your Every Move（页面存档备份，存于）
  - Sig Sauer’s New Legion Series（页面存档备份，存于）
  - Sig Sauer Introduces P229 Carry（页面存档备份，存于）
- （英文）—Handguns Magazine.com—
  - SHOT Show 2010 Day 3（页面存档备份，存于）
  - SIG’s Practical Pistol Program（页面存档备份，存于）
- （英文）—Shooting Times.com—
  - SIG E2 P226/P229（页面存档备份，存于）
  - Handguns（页面存档备份，存于）
  - New Handguns for 2011（页面存档备份，存于）
- （英文）—Shotgun News.com—Sig Sauer Legion Series Introduced（页面存档备份，存于）
- （英文）—Tactical-Life.com—
  - Sig Sauer P229 Elite .40 DA/SA Pistol Review（页面存档备份，存于）
  - （页面存档备份，存于）
  - Sig Sauer P229 Recoil Buffer（页面存档备份，存于）
  - （页面存档备份，存于）
  - New Jersey State Police Upgrades to Sig Sauer P229（页面存档备份，存于）
  - Exclusive Video: Sig Sauer Unveils Its New Legion Series P229（页面存档备份，存于）
  - 11 Weapons of the Special Operations Forces（页面存档备份，存于）
  - We Are Legion: Sig Sauer’s Legion Series of Pistols（页面存档备份，存于）
- （英文）—Personal Defense World.com—
  - Sig Sauer P229（页面存档备份，存于）
  - Sneak Peek: Sig Sauer Introduces the New Legion Series P229（页面存档备份，存于）
  - SIG SAUER Offers Limited Edition P229 Carry Models（页面存档备份，存于）
  - Custom .357 Knockout: The Sig Sauer P229C SAS（页面存档备份，存于）
- （英文）—Chuckhawks.com—
  - SIG-Sauer P229: The Four-Caliber Solution Pistol（页面存档备份，存于）
  - SIG Sauer P229R E2 Pistol（页面存档备份，存于）
- （俄文）—Энциклопедия Вооружений－Зиг - Зауер П225, П226, П228, П229 (SIG - Sauer P225, P226, P228, P229)（页面存档备份，存于）
- （简体中文）—D Boy Gun World（槍炮世界）—SIG Sauer P229（页面存档备份，存于）
- （简体中文）—輕兵器—P系列手枪精彩续写 西格P226 E2系列手枪(一)
- （简体中文）—輕兵器—西格-绍尔P229 0.40英寸“精英”手枪